# Hibat-Al·lah ibn Makula
Abu-l-Qàssim Hibat-Al·lah ibn Alí ibn Jàfar al-Ijlí més conegut com a Hibat-Al·lah ibn Makula (976-1038) fou visir del califa abbàssida i del buwàyhida Jalal-ad-Dawla. En dates incertes se suposa que fou visir del califa Al-Qàïm (1031-1075). Va succeir en el càrrec de visir de Jalal-ad-Dawla al seu germà petit Al-Hàssan ibn Makula l'any 1032. El 1035 va dirigir una ambaixada a l'emir dels Banu Uqayl de Mossul, on va quedar detingut durant més de dos anys, i finalment fou assassinat a la presó on estava detingut, a Hit (Iraq) el 1038.